# Janet Jackson (programma televisivo)
Janet Jackson è un documentario per la televisione incentrato sulla vita personale e professionale dell'omonima cantautrice statunitense, che figura anche tra i produttori esecutivi insieme al fratello Randy Jackson.
La docuserie, divisa in quattro puntate, è stata trasmessa negli Stati Uniti d'America in simultanea dalle emittenti via cavo Lifetime e A&E il 28 e 29 gennaio 2022, mentre in Regno Unito e in Italia la programmazione è stata affidata al canale Sky Documentaries.